# Аргамаково (Пензенская область)
Аргамаково — село в Белинском районе Пензенской области России. Входит в состав Лермонтовского сельсовета.

## География
Расположено в 12 км к северу от села Лермонтово, на левом берегу реки Кевда.

## Население
| 1762  | 1864  | 1877  | 1897  | 1911  | 1926  | 1930  |
| ----- | ----- | ----- | ----- | ----- | ----- | ----- |
| 2168  | ↘1313 | ↗1715 | ↘1235 | ↗1606 | ↗1615 | ↘1563 |
| 1951  | 1959  | 1970  | 1979  | 1989  | 1996  | 2002  |
| ↘1168 | ↘1018 | ↘913  | ↘889  | ↘759  | ↗856  | ↘689  |
| 2010  |       |       |       |       |       |       |
| ↘507  |       |       |       |       |       |       |

## История
Основана в 1709 г. на землях Михаила Михайловича Аргамакова. Волостной центр Чембарского уезда. До 2010 г. центр Аргамаковского сельсовета. Центральная усадьба колхоза имени Свердлова, центральная усадьба совхоза «Восход».